# Psychilis rubeniana
Psychilis rubeniana är en orkidéart som beskrevs av Donald Dungan Dod och Ruben Primitivo Sauleda. Psychilis rubeniana ingår i släktet Psychilis och familjen orkidéer. Inga underarter finns listade i Catalogue of Life.